# Neolimonia lawlori
Neolimonia lawlori är en tvåvingeart som först beskrevs av Alexander 1934.  Neolimonia lawlori ingår i släktet Neolimonia och familjen småharkrankar. Inga underarter finns listade i Catalogue of Life.